# Lady's Secret
Lady's Secret (1982-2003), est un cheval de course pur-sang, élu cheval de l'année aux États-Unis en 1986 et membre du Hall of Fame des courses américaines.

## Carrière de course
Élevée à Lucas Farm dans l'Oklahoma, Lady's Secret est acquise yearling pour $ 200 000 par Eugene Klein qui la confie au grand entraîneur D. Wayne Lukas. Pouliche petite et légère, elle fait ses débuts à Belmont Park au mois de mai de ses 2 ans et réalise une première saison honorable, quoi que sans éclats, sa tentative face à certaines des meilleures 2 ans de l'année se soldant par une cinquième place dans les Oak Leaf Stakes. L'année suivante, bien que régulière, Lady's Secret s'affirme en deuxième partie de saison, enchaînant huit victoires consécutives, dont les Test Stakes où elle met à l'amende la championne de sa génération, Mom's Command, et les trois dernières de groupe 1 (Maskette Handicap, Ruffian Handicap et Beldame Stakes), prélude à une tentative dans la Breeders' Cup Distaff, où toutefois la championne Life's Magic lui rend la monnaie de sa pièce : devancée de plus de six longueurs par Lady's Secret dans le Ruffian Handicap, cette autre pensionnaire de Wayne Lukas la domine cette fois, par le même écart.  
La saison suivante est plus dense encore. Lady's Secret empile les groupe 1 sur les deux côtes américaines : les La Canada Stakes et le Santa Margarita Handicap à Santa Anita, et six de plus sur la côte Est, dont des doublés dans le Maskette Handicap, le Ruffian Handicap et les Beldame Stakes. Elle remporte également le Whitney Handicap, une première pour une jument depuis la championne Gallorette en 1948. Ces huit succès groupe 1 en une seule année constituent en outre un record, qui ne sera égalé qu'une décennie plus tard par le grand Cigar lors de sa campagne de 1995, qu'il termina invaincu. Lady's Secret, elle, conclut sa saison en apothéose en s'imposant dans la Breeders' Cup Distaff et se voit sacrée naturellement jument d'âge de l'année mais surtout cheval de l'année, une distinction rare pour une femelle (elle est la deuxième jument élue, après la Française All Along, depuis la création des Eclipse Awards en 1971). Mais "The Iron Lady", comme on la surnomme, a finalement tout donné sur la piste et son ultime saison de course est celle de trop : elle ne remporte que deux allowances et ne parvient plus à retrouver son niveau. Elle se retire des hippodromes au milieu de l'été, avec plus de trois millions de dollars de gains, un record pour une jument à l'époque. En 1992, elle est admise au Hall of Fame des courses américaines et, sur la liste des 100 meilleurs chevaux de sport hippique américain du XXe siècle établie en 1999 par le magazine The Blood-Horse, elle occupe le 76e rang.

### Résumé de carrière
| Date         | Hippodrome      | Pays        | Course                   | Statut      | Distance    | Jockey             | Place       | Écart       | Vainqueur ou deuxième |
| 1984, 2 ans  | 1984, 2 ans     | 1984, 2 ans | 1984, 2 ans              | 1984, 2 ans | 1984, 2 ans | 1984, 2 ans        | 1984, 2 ans | 1984, 2 ans | 1984, 2 ans           |
| ------------ | --------------- | ----------- | ------------------------ | ----------- | ----------- | ------------------ | ----------- | ----------- | --------------------- |
| 21 mai       | Belmont Park    | États-Unis  | Maiden                   |             | 1 000 m     | Ángel Cordero, Jr. | 1er / 8     | dead-heat   | Bonnie's Ax           |
| 2 juillet    | Belmont Park    | États-Unis  | Astoria Stakes           |             | 1 100 m     | Ángel Cordero, Jr. | 5e / 9      | 5 ½         | Faster Than Fast      |
| 7 juillet    | Hollywood Park  | États-Unis  | Randa Ruth Stakes        |             | 1 200 m     | Pat Valenzuela     | 4e / 13     | 9           | Window Seat           |
| 23 juillet   | Hollywood Park  | États-Unis  | Wave Waves Stakes        |             | 1 200 m     | Pat Valenzuela     | 1er / 6     | 1 ½         | Full of Wisdom        |
| 8 août       | Del Mar         | États-Unis  | Junior Miss Stakes       |             | 1 400 m     | Pat Valenzuela     | 4e / 6      | 6           | Doon's Baby           |
| 8 octobre    | Santa Anita     | États-Unis  | Anoakia Stakes           | Gr. 3       | 1 400 m     | Corey Black        | 3e / 11     | tête        | Wayward Pirate        |
| 20 octobre   | Santa Anita     | États-Unis  | Oak Leaf Stakes          | Gr. 1       | 1 700 m     | R. Civil           | 5e / 6      | 16          | Folk Art              |
| 9 novembre   | Hollywood Park  | États-Unis  | Moccasin Stakes          |             | 1 200 m     | Chris McCarron     | 1er / 9     | 1/2         | Neshia                |
| 1985, 3 ans  |                 |             |                          |             |             |                    |             |             |                       |
| 5 janvier    | Bay Meadows     | États-Unis  | Hale Hilarius Stakes     |             | 1 200 m     | Russell Baze       | 1er / 7     | 4           | Missadoon             |
| 12 janvier   | Bay Meadows     | États-Unis  | Determine Stakes         |             | 1 200 m     | Russell Baze       | 2e / 8      | encolure    | Bedside Promise       |
| 30 janvier   | Santa Anita     | États-Unis  | Santa Ynez Stakes        | Gr. 3       | 1 400 m     | Pat Valenzuela     | 5e / 9      | 3 ¾         | Wising Up             |
| 23 février   | Golden Gate     | États-Unis  | Vallejo Stakes           |             | 1 200 m     | Russell Baze       | 2e / 7      | 1 ½         | Savannah Slew         |
| 16 avril     | Oaklawn Park    | États-Unis  | Prima Donna Stakes       |             | 1 200 m     | John R. Velasquez  | 1er / 9     | 5           | Take My Picture       |
| 28 avril     | Aqueduct        | États-Unis  | Prioress Stakes          | Gr. 3       | 1 200 m     | John R. Velasquez  | 2e / 8      | 1 ¼         | Clocks Secret         |
| 11 mai       | Belmont Park    | États-Unis  | Camry Stakes             | Gr. 3       | 1 400 m     | Ángel Cordero, Jr. | 4e / 9      | 11          | Mom's Command         |
| 26 mai       | Belmont Park    | États-Unis  | Bowl of Flowers Stakes   |             | 1 200 m     | John R. Velasquez  | 1er / 7     | 7           | Ride Sally            |
| 22 juin      | Monmouth Park   | États-Unis  | Regret Handicap          |             | 1 200 m     | Chris Antley       | 1er / 6     | 3 ½         | Furash Folly          |
| 6 juillet    | Belmont Park    | États-Unis  | The Rose Stakes          |             | 1 200 m     | John R. Velasquez  | 1er / 6     | 4 ¾         | Foolish Intentions    |
| 1er août     | Saratoga        | États-Unis  | Test Stakes              | Gr. 2       | 1 400 m     | John R. Velasquez  | 1er / 10    | 2           | Mom's Command         |
| 9 août       | Saratoga        | États-Unis  | Ballerina Stakes         | Gr. 2       | 1 400 m     | Donald MacBeth     | 1er / 9     | nez         | Mrs. Revere           |
| 7 septembre  | Belmont Park    | États-Unis  | Maskette Handicap        | Gr. 1       | 1 600 m     | John R. Velasquez  | 1er / 8     | 5 ½         | Dowery                |
| 22 septembre | Belmont Park    | États-Unis  | Ruffian Handicap         | Gr. 1       | 1 800 m     | John R. Velasquez  | 1er / 6     | 4           | Isayso                |
| 13 octobre   | Belmont Park    | États-Unis  | Beldame Stakes           | Gr. 1       | 2 000 m     | John R. Velasquez  | 1er / 5     | 2           | Isayso                |
| 2 novembre   | Aqueduct        | États-Unis  | Breeders' Cup Distaff    | Gr. 1       | 1 800 m     | John R. Velasquez  | 2e / 7      | 6 ¼         | Life's Magic          |
| 27 décembre  | Santa Anita     | États-Unis  | Loverea Stakes           | Gr. 3       | 1 400 m     | Chris McCarron     | 2e / 7      | 1/2         | Savannah Slew         |
| 1986, 4 ans  |                 |             |                          |             |             |                    |             |             |                       |
| 18 janvier   | Santa Anita     | États-Unis  | El Encino Stakes         | Gr. 3       | 1 700 m     | Chris McCarron     | 1er / 10    | 2           | Shywing               |
| 9 février    | Santa Anita     | États-Unis  | La Canada Stakes         | Gr. 1       | 1 800 m     | Chris McCarron     | 1er / 6     | 1 ¼         | Shywing               |
| 23 février   | Santa Anita     | États-Unis  | Santa Margarita Handicap | Gr. 1       | 1 800 m     | John R. Velasquez  | 1er / 9     | 2 ¾         | Endear                |
| 16 avril     | Oaklawn Park    | États-Unis  | Apple Blossom Handicap   | Gr. 1       | 1 700 m     | John R. Velasquez  | 2e / 7      | encolure    | Love Smitten          |
| 17 mai       | Belmont Park    | États-Unis  | Shuvee Handicap          | Gr. 1       | 1 700 m     | Pat Day            | 1er / 6     | 3 ½         | Endear                |
| 26 mai       | Belmont Park    | États-Unis  | Metropolitan Handicap    | Gr. 1       | 1 600 m     | Pat Day            | 3e / 8      | 1 ¼         | Garthorn              |
| 8 juin       | Belmont Park    | États-Unis  | Hempstead Handicap       | Gr. 1       | 1 800 m     | Pat Day            | 2e / 5      | 6           | Endear                |
| 5 juillet    | Monmouth Park   | États-Unis  | Molly Pitcher Handicap   | Gr. 2       | 1 700 m     | Pat Day            | 1er / 8     | 6 ¼         | Chaldea               |
| 2 août       | Saratoga        | États-Unis  | Whitney Handicap         | Gr. 1       | 1 800 m     | Pat Day            | 1er / 7     | 4 ½         | Ends Well             |
| 16 août      | Monmouth Park   | États-Unis  | Philip H Aislin Handicap | Gr. 1       | 1 800 m     | Pat Day            | 3e / 5      | 3 ½         | Roo Art               |
| 30 août      | Belmont Park    | États-Unis  | Woodward Stakes          | Gr. 1       | 1 800 m     | Ángel Cordero, Jr. | 2e / 5      | 4 ¾         | Precisionist          |
| 6 septembre  | Belmont Park    | États-Unis  | Maskette Handicap        | Gr. 1       | 1 600 m     | Pat Day            | 1er / 6     | 7           | Steal A Kiss          |
| 21 septembre | Belmont Park    | États-Unis  | Ruffian Handicap         | Gr. 1       | 1 800 m     | Pat Day            | 1er / 6     | 8           | Steal A Kiss          |
| 12 octobre   | Belmont Park    | États-Unis  | Beldame Stakes           | Gr. 1       | 2 000 m     | Pat Day            | 1er / 4     | 1/2         | Coup de Fusil         |
| 1er novembre | Santa Anita     | États-Unis  | Breeders' Cup Distaff    | Gr. 1       | 2 000 m     | Pat Day            | 1er / 8     | 2 ½         | Fran's Valantine      |
| 1987, 5 ans  |                 |             |                          |             |             |                    |             |             |                       |
| 14 mars      | Gulfstream Park | États-Unis  | Donn Handicap            | Gr. 2       | 1 800 m     | Pat Day            | 6e / 7      | 32          | Little Bold John      |
| 13 juin      | Monmouth Park   | États-Unis  | Allowance                |             | 1 200 m     | Ángel Cordero, Jr. | 1er / 5     | 3 ½         | Nick's Nag            |
| 4 juillet    | Monmouth Park   | États-Unis  | Molly Pitcher Handicap   | Gr. 2       | 1 700 m     | Chris McCarron     | 2e / 8      | 7           | Reel Easy             |
| 21 juillet   | Monmouth Park   | États-Unis  | Allowance                |             | 1 700 m     | Chris McCarron     | 1er / 6     | 7           | Brief Remarks         |
| 10 août      | Saratoga        | États-Unis  | Allowance                |             | 1 800 m     | Chris McCarron     | arrêtée     |             | Kamakura              |

## Au haras
En 1987, Lady's Secret intègre le haras de Fares Farm à Lexington, Kentucky, pour y devenir poulinière. Elle aura douze produits, dont cinq vainqueurs, mais aucun ne retiendra l'attention. Lady's Secret meurt soudainement en mars 2003 au haras de Valley Creek Farm, en Californie, à la suite d'un poulinage fatal.

## Origines
Lady's Secret est une fille du légendaire Secretariat, que l'on tient parfois pour le meilleur cheval de l'histoire des courses américaines. Sa mère, Great Lady M, était une jument solide qui courut pas moins de 58 fois et s'illustra à un niveau intermédiaire, amassant tout de même plus de 330 000 dollars de gains. En 1984, l'année des débuts de Lady's Secret, elle est vendue pour 2,7 millions de dollars, pleine de Seattle Slew. Honnête poulinière, Great Lady M n'a pas donné d'autres champions mais a vu chacun de ses quatorze produits fouler un hippodrome, et seuls deux d'entre eux n'ont pas goûté au succès.  

### Pedigree
| Origines de Lady's Secret (USA), jument grise née en 1982 | Origines de Lady's Secret (USA), jument grise née en 1982 | Origines de Lady's Secret (USA), jument grise née en 1982 | Origines de Lady's Secret (USA), jument grise née en 1982 |
| --------------------------------------------------------- | --------------------------------------------------------- | --------------------------------------------------------- | --------------------------------------------------------- |
| Père Secretariat 1970                                     | Bold Ruler 1954                                           | Nasrullah                                                 | Nearco                                                    |
| Père Secretariat 1970                                     | Bold Ruler 1954                                           | Nasrullah                                                 | Mumtaz Begum                                              |
| Père Secretariat 1970                                     | Bold Ruler 1954                                           | Miss Disco                                                | Discovery                                                 |
| Père Secretariat 1970                                     | Bold Ruler 1954                                           | Miss Disco                                                | Outdone                                                   |
| Père Secretariat 1970                                     | Somethingroyal 1952                                       | Princequillo                                              | Prince Rose                                               |
| Père Secretariat 1970                                     | Somethingroyal 1952                                       | Princequillo                                              | Cosquilla                                                 |
| Père Secretariat 1970                                     | Somethingroyal 1952                                       | Imperatrice                                               | Caruso                                                    |
| Père Secretariat 1970                                     | Somethingroyal 1952                                       | Imperatrice                                               | Cinquepace                                                |
| Mère Great Lady M 1975                                    | Icecapade 1969                                            | Nearctic                                                  | Nearco                                                    |
| Mère Great Lady M 1975                                    | Icecapade 1969                                            | Nearctic                                                  | Lady Angela                                               |
| Mère Great Lady M 1975                                    | Icecapade 1969                                            | Shenanigans                                               | Native Dancer                                             |
| Mère Great Lady M 1975                                    | Icecapade 1969                                            | Shenanigans                                               | Bold Irish                                                |
| Mère Great Lady M 1975                                    | Sovereign Lady 1969                                       | Young Emperor                                             | Grey Sovereign                                            |
| Mère Great Lady M 1975                                    | Sovereign Lady 1969                                       | Young Emperor                                             | Young Empress                                             |
| Mère Great Lady M 1975                                    | Sovereign Lady 1969                                       | Sweety Kid                                                | Olympia                                                   |
| Mère Great Lady M 1975                                    | Sovereign Lady 1969                                       | Sweety Kid                                                | Trustworthy (famille 22-d)                                |